# Indestructible (album de Rancid)
Pour les articles homonymes, voir Indestructible.
Albums de Rancid
Rancid
(2000) Let the dominoes fall
(2009)
Indestructible est le sixième album du groupe de punk américain Rancid. L'album est sorti le 19 août 2003. Malgré son succès critique et commercial, le groupe dut faire face à de nombreuses critiques de fans reprochant au groupe le son trop "pop" de l'album. Indestructible marque le dernier album avec Brett Reed le batteur original, qui sera ensuite remplacé par Branden Steineckert.

## Écriture et production
Après une pause en 2001, Rancid retourne en studio avec Brett Gurewitz comme producteur pour enregistrer leur nouvel album. Le groupe mit prêt d'une année pour écrire et enregistrer l'album.
L'album fut distribué par Warner Bros.

## Titre des pistes
Toutes les chansons sont écrites par Armstrong et Frederiksen, excepté celles notées.
1. Indestructible – 1:36
2. Fall Back Down – 3:43
3. Red Hot Moon (Armstrong/Aston/Frederiksen/Reed) – 3:36
4. David Courtney – 2:44
5. Start Now – 3:05
6. Out of Control – 1:41
7. Django (Armstrong) – 2:25
8. Arrested in Shanghai – 4:11
9. Travis Bickle – 2:16
10. Memphis – 3:25
11. Spirit of '87 (Armstrong/Carlock/Frederiksen) – 3:22
12. Ghost Band – 1:37
13. Tropical London – 3:01
14. Roadblock (Armstrong/Frederiksen/Reed) – 1:58
15. Born Frustrated – 2:56
16. Back Up Against the Wall – 3:20
17. Ivory Coast – 2:19
18. Stand Your Ground – 3:24
19. Otherside – 1:52

## Musiciens
| - Tim Armstrong - chant, guitare, mixage - Lars Frederiksen - chant, guitare, photo couverture - Matt Freeman - chant, basse - Brett Reed - batterie | - Brett Gurewitz - chant, production, mixage - Rob Aston - chant - Siedah Garrett - chant - Vic Ruggiero - synthétiseur - Luis Conte - percussion - Joe Barresi - mixage - Douglas Boehn - mixage - Rob Schnapf - mixage |